# Elżbieta Krystyna Ulryka z Brunszwiku-Wolfenbüttel
Elżbieta Krystyna Ulryka z Brunszwiku-Wolfenbüttel (niem. Elisabeth Christine Ulrike, Prinzessin von Braunschweig-Wolfenbüttel) (ur. 9 listopada 1746 w Wolfenbüttel; zm. 18 lutego 1840 w Szczecinie) – trzecia córka Karola I, księcia Brunszwiku na Lüneburgu i jego żony, Filipy Charlotty, księżniczki pruskiej. Jej dziadkami ze strony matki byli Fryderyk Wilhelm I Hohenzollern, król Prus, i Zofia Dorota, królewna brytyjska.
14 lipca 1765 roku Elżbieta wyszła za mąż za Fryderyka Wilhelma II Hohenzollerna, następcy tronu i przyszłego władcę Prus, znanego z licznych miłosnych skandali. Para miała jedną córkę, Fryderykę Charlottę Pruską (7 maja 1767 – 6 sierpnia 1820), wydaną za mąż za Fryderyka, księcia Yorku i Albany, długoletniego naczelnego wodza wojsk brytyjskich.
Małżeństwo Elżbiety zostało rozwiązane w 1769 roku po tym, gdy pod presją Fryderyka Wielkiego oskarżono ją o cudzołóstwo. Została wysłana do Szczecina, gdzie mieszkała 71 lat, czyli do końca życia. Nigdy więcej nie zobaczyła rodzeństwa ani córki (którą przeżyła o 20 lat). Były małżonek, Fryderyk Wilhelm, na polecenie króla już trzy miesiące po oficjalnym rozwodzie ożenił się ponownie z Fryderyką Luizą z Hesji-Darmstadt. Był jednak poligamistą i miał liczne kochanki oraz dzieci z tych związków.
Po śmierci króla Fryderyka Wielkiego w 1786 r., Elżbieta otrzymawszy więcej wolności osobistej, brała udział w życiu towarzyskim miasta. Prowadziła salon artystyczny, wspierała i promowała artystów ówczesnego Szczecina. Żyła w wielkiej przyjaźni z Zofią Augustą Tilebein, właścicielką znaczącego szczecińskiego salonu artystycznego, w którym prezentowali swoje utwory wybitni twórcy, m.in. Carl Loewe. Latem przebywała w pałacu w Jasienicy (obecnie osiedle Polic) urządzonym w murach średniowiecznego klasztoru augustianów.
Kiedy w 1810 r. Szczecin zajęli Francuzi, Elżbieta mogła kupić dawny młyn (tzw. Pädagogenmühle) za murami miasta i urządzić w nim pałac letni, który nazwała Friedrichsgnade (Łaska Fryderyka). Po czterdziestu latach od wygnania kilka razy odwiedził ją następca tronu, późniejszy król Fryderyk Wilhelm IV, wnuk jej byłego małżonka. 
Była postacią lubianą przez szczecinian i kiedy umierała w wieku 93 lat, rozdzwoniły się dzwony w całym mieście. Nie życząc sobie pochówku w Brunszwiku, zbudowała własne mauzoleum w ogrodzie, gdzie ją pochowano; po przejściu posiadłości w prywatne ręce, nocą 19 lipca 1849 ciało zostało przeniesione do kościoła do Zamku Książąt Pomorskich w Szczecinie (choć podaje się również, że mogło zostać przeniesione do katedry krakowskiej).